# Salvia tiliifolia
Salvia tiliifolia är en kransblommig växtart som beskrevs av Vahl. Salvia tiliifolia ingår i släktet salvior, och familjen kransblommiga växter. Inga underarter finns listade i Catalogue of Life.

## Bildgalleri

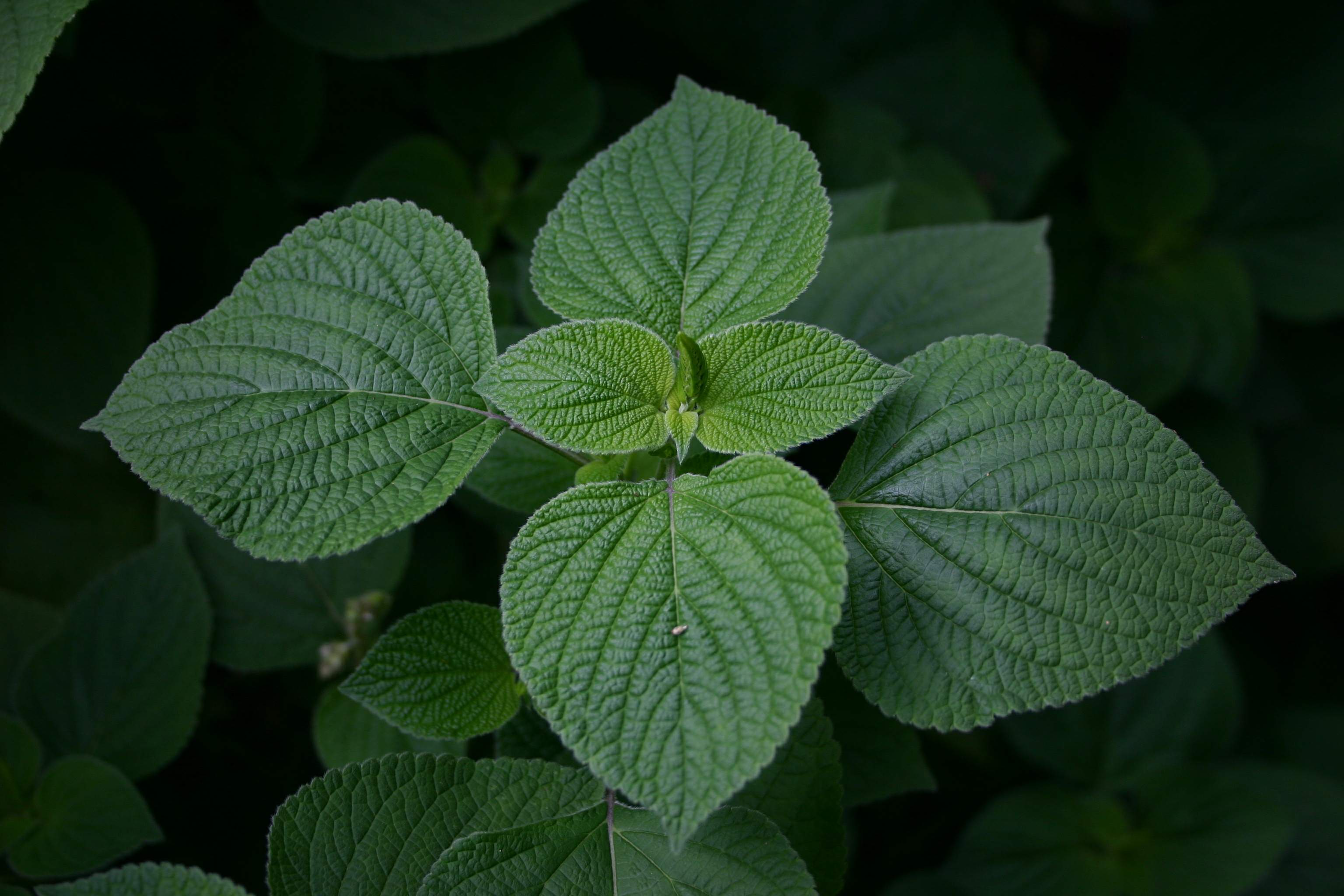
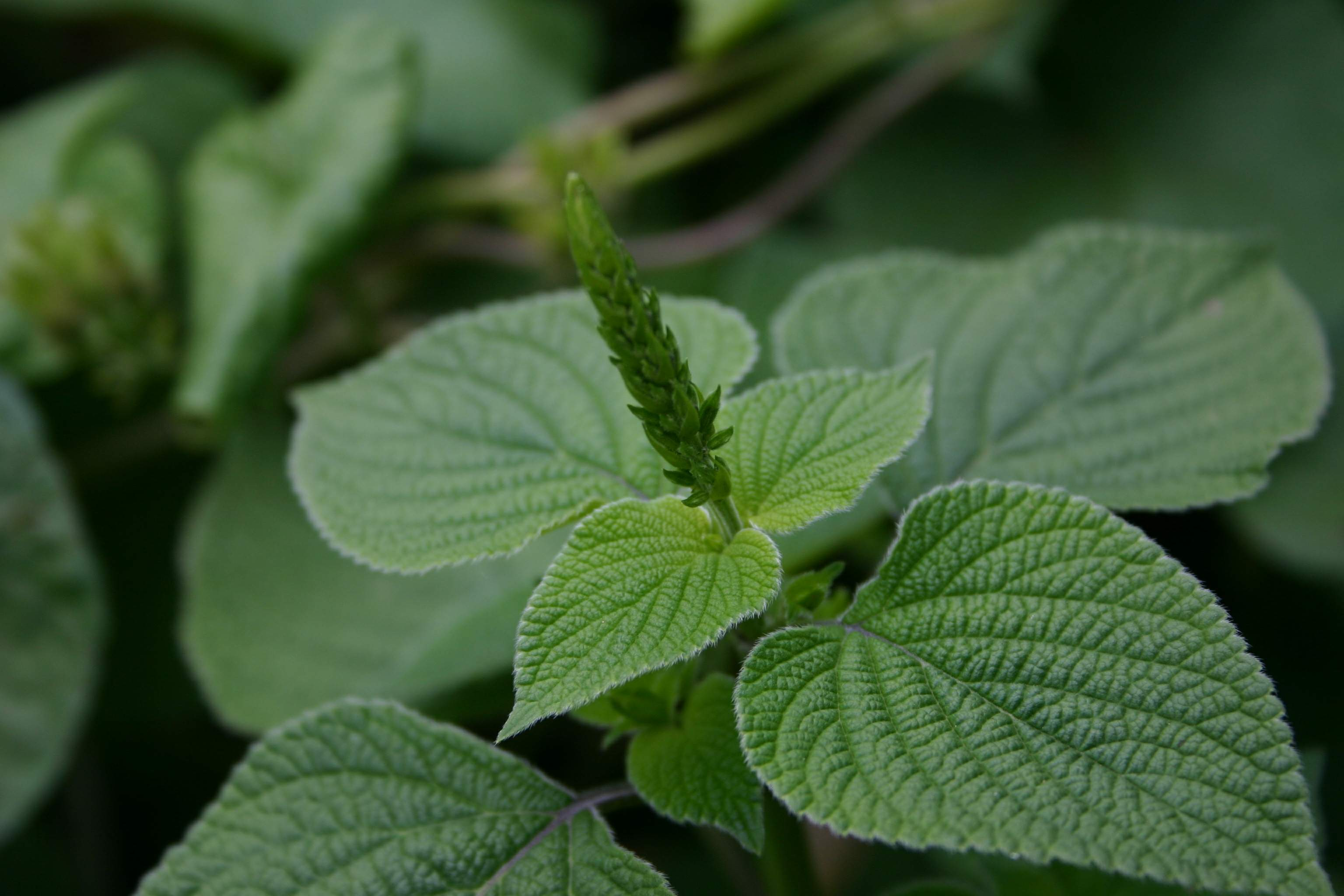
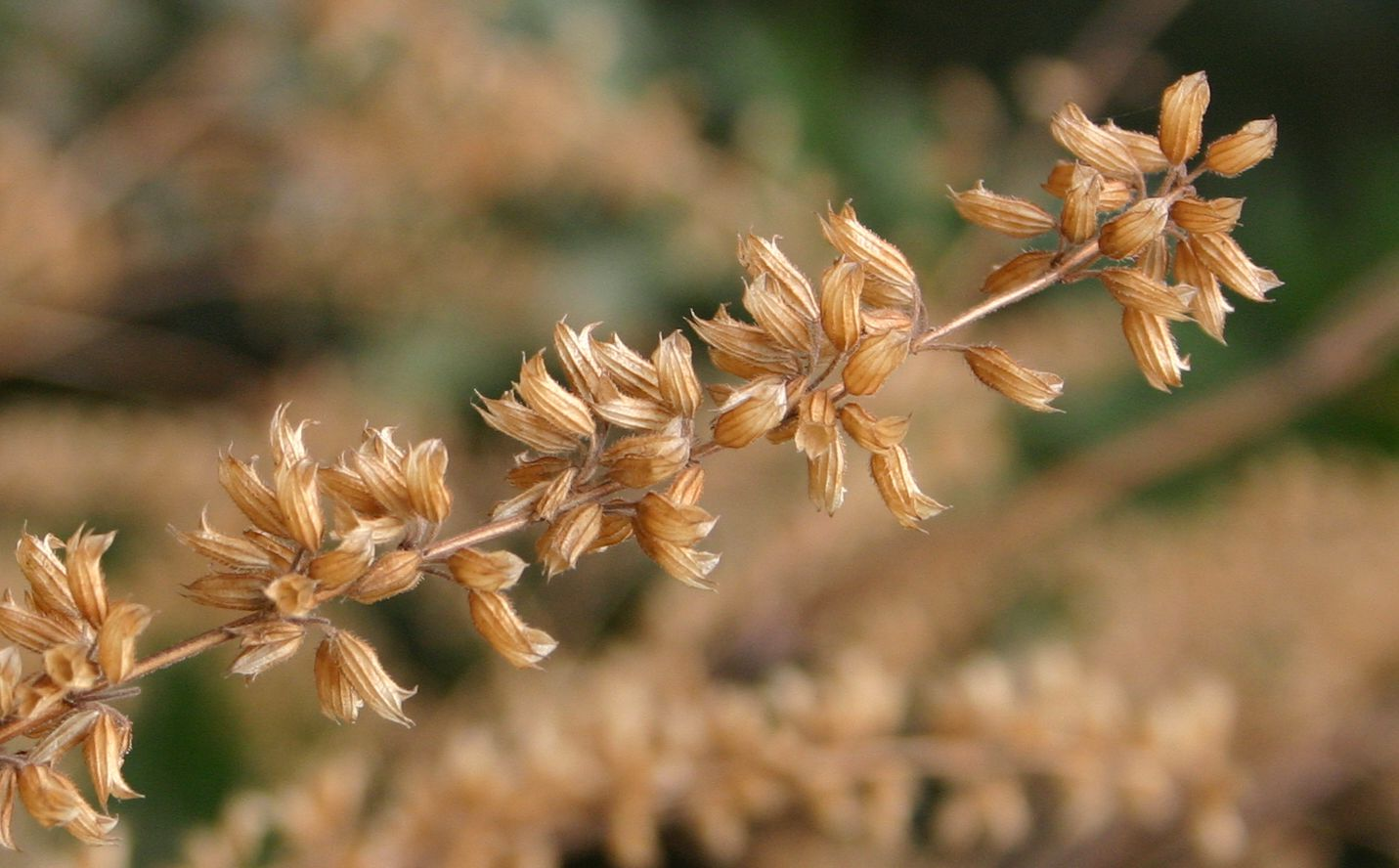